# Lone Survivor
Lone Survivor är en amerikansk krigsfilm från 2013 skriven och regisserad av Peter Berg, och med Mark Wahlberg, Taylor Kitsch, Emile Hirsch, Ben Foster och Eric Bana i rollerna. Filmen är baserad på facklitteraturboken med samma namn skriven av Marcus Luttrell och Patrick Robinson. Lone Survivor utspelar sig under Afghanistankriget och skildrar det misslyckade Navy SEALs-uppdraget Operation Red Wings, under vilken en fyra-manna Navy SEALs-spaningsgrupp fick i uppdrag att spåra upp och döda talibanledaren Ahmad Shah.
Berg fick veta om boken Lone Survivor år 2007 medan han filmade Hancock. Han ordnade flera möten med Luttrell där han diskuterade om att göra en filmadaption av hans bok. Universal Pictures säkrade filmrättigheterna i augusti 2007 efter en budgivning mot andra stora filmstudior. För att återuppföra händelserna i Operation Red Wings skrev Berg stora delar av sitt manus baserat utifrån Luttrells ögonvittnesskildringar i boken, liksom obduktionen och incidentrapporterna som rör uppdraget. Efter att ha regisserat filmen Battleship för Universal år 2012 återvände Berg med att arbeta på Lone Survivor. Inspelningarna påbörjade i oktober 2012 och avslutades i november efter 42 dagar; dessa ägde rum på plats i New Mexico, med hjälp av digital filmkonst. Luttrell och flera andra Navy SEALs veteraner agerade som tekniska rådgivare, medan flera grenar av USA:s försvarsmakt hjälpte med filmens produktion.
Lone Survivor släpptes i en begränsad utgåva i USA den 25 december 2013 innan det släpptes över hela Nordamerika den 10 januari 2014 med stor finansiell framgång och allmänt positiv kritisk respons. De flesta kritiker berömde Bergs regi och filmens skådespel, berättelse, foto och stridssekvenser. Andra kritiserade dock filmen för att det fokuserade mer på sina actionscener än på karaktärerna. Lone Survivor tjänade in över 149.200.000 dollar i biljettintäkter världen över, varav 125.000.000 dollar från Nordamerika. Filmen fick två Oscarsnomineringar för bästa ljudredigering och bästa ljud.

## Rollista
- Mark Wahlberg - Marcus Luttrell
- Taylor Kitsch - Löjtnant Michael P. "Murph" Murphy
- Emile Hirsch - Danny Dietz
- Ben Foster - Matthew "Axe" Axelson
- Eric Bana - Örlogskapten Erik S. Kristensen
- Ali Suliman - Mohammad Gulab
- Alexander Ludwig - Shane Patton
- Yousuf Azami - Ahmad Shah
- Sammy Sheik - Taraq
- Rich Ting - James Suh
- Dan Bilzerian - Daniel Healy
- Jerry Ferrara - Hasslert
- Scott Elrod - Peter Musselman
- Rohan Chand - Gulabs son
- Corey Large - Kenney
- Zarin Mohammad Rahimi - Fåraherde
- Nicholas Patel & Daniel Arroyo - Fåraherdens söner
- Marcus Luttrell - Cameoroll